# Lista de jogadores da Major League Baseball com 4000 bases totais
Nas estatísticas do beisebol, bases totais (total bases) refere-se ao número de bases que um jogador obteve com rebatidas, isto é, a soma de suas rebatidas pesadas por 1 para uma simples, 2 para uma dupla, 3 para uma tripla e 4 para um home run. Somente bases conseguidas com rebatidas contam nesse total. Se este jogador avança para a próxima base durante a entrada, roubando a base ou avançando pela rebatida de outro jogador, não aumenta seu número de bases totais.
O recorde para o maior número de bases totais em apenas um jogo é 19, por Shawn Green do Los Angeles Dodgers em 23 de Maio de 2002, jogando contra o Milwaukee Brewers. Ele anotou 4 home runs (16), uma dupla (2) e uma simples (1), batendo o recorde anterior de Joe Adcock desde 1954, com 18.
O total de bases dividido pelo número de  vezes no bastão é a porcentagem de slugging.
O cálculo é feito pela fórmula {\displaystyle TB=1B+2(2B)+3(3B)+4(HR)}.

## Lista

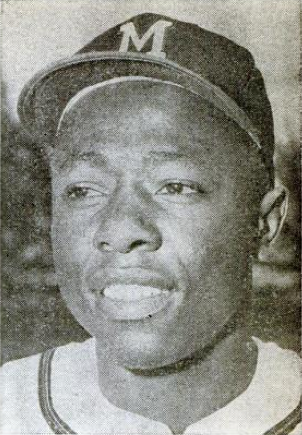
Hank Aaron é o recordista de todos os tempos em bases totais.

- Negrito denota jogador ativo. O número entre parenteses junto ao jogador ativo significa o número de bases totais durante a temporada corrente.
- Estatísticas atualizadas até o fim da temporada de 2016.

| Rank | Jogador          | BTs  |
| ---- | ---------------- | ---- |
| 1    | Hank Aaron       | 6856 |
| 2    | Stan Musial      | 6134 |
| 3    | Willie Mays      | 6066 |
| 4    | Barry Bonds      | 5976 |
| 5    | Ty Cobb          | 5859 |
| 6    | Alex Rodriguez   | 5813 |
| 7    | Babe Ruth        | 5793 |
| 8    | Pete Rose        | 5752 |
| 9    | Carl Yastrzemski | 5539 |
| 10   | Eddie Murray     | 5397 |
| 11   | Rafael Palmeiro  | 5388 |
| 12   | Frank Robinson   | 5373 |
| 13   | Ken Griffey Jr.  | 5271 |
| 14   | Albert Pujols    | 5232 |
| 15   | Dave Winfield    | 5221 |
| 16   | Cal Ripken, Jr.  | 5168 |
| 17   | Tris Speaker     | 5101 |
| 18   | Lou Gehrig       | 5060 |
| 19   | George Brett     | 5044 |
| 20   | Mel Ott          | 5041 |
| 21   | Jimmie Foxx      | 4956 |
| 22   | Adrián Beltré    | 4940 |
| 23   | Derek Jeter      | 4921 |
| 24   | Ted Williams     | 4884 |
| 25   | Honus Wagner     | 4862 |
| 26   | Paul Molitor     | 4854 |
| 27   | Al Kaline        | 4852 |
| 28   | Reggie Jackson   | 4834 |
| 29   | Manny Ramírez    | 4826 |
| 30   | Andre Dawson     | 4787 |

| Rank | Jogador           | BTs  |
| ---- | ----------------- | ---- |
| 31   | David Ortiz       | 4765 |
| 32   | Chipper Jones     | 4755 |
| 33   | Gary Sheffield    | 4737 |
| 34   | Robin Yount       | 4730 |
| 35   | Rogers Hornsby    | 4712 |
| 36   | Craig Biggio      | 4711 |
| 37   | Ernie Banks       | 4706 |
| 38   | Sammy Sosa        | 4704 |
| 39   | Al Simmons        | 4685 |
| 40   | Jim Thome         | 4667 |
| 41   | Harold Baines     | 4604 |
| 42   | Billy Williams    | 4599 |
| 43   | Cap Anson         | 4592 |
| 44   | Rickey Henderson  | 4588 |
| 45   | Carlos Beltrán    | 4572 |
| 46   | Frank Thomas      | 4550 |
| 47   | Tony Pérez        | 4532 |
| 48   | Mickey Mantle     | 4511 |
| 49   | Vladimir Guerrero | 4506 |
| 50   | Roberto Clemente  | 4492 |
| 51   | Paul Waner        | 4478 |
| 52   | Nap Lajoie        | 4471 |
| 53   | Fred McGriff      | 4458 |
| 54   | Iván Rodríguez    | 4451 |
| 55   | Miguel Cabrera    | 4414 |
| 56   | Dave Parker       | 4405 |
| 57   | Mike Schmidt      | 4404 |
| 58   | Luis Gonzalez     | 4385 |
| 59   | Eddie Mathews     | 4349 |
| 60   | Sam Crawford      | 4328 |

| Rank | Jogador           | BTs  |
| ---- | ----------------- | ---- |
| 61   | Goose Goslin      | 4325 |
| 62   | Todd Helton       | 4292 |
| 63   | Brooks Robinson   | 4270 |
| 64   | Eddie Collins     | 4268 |
| 65   | Vada Pinson       | 4264 |
| 66   | Tony Gwynn        | 4259 |
| 67   | Charlie Gehringer | 4257 |
| 68   | Jeff Kent         | 4246 |
| 69   | Lou Brock         | 4238 |
| 70   | Dwight Evans      | 4230 |
| 71   | Willie McCovey    | 4219 |
| 72   | Johnny Damon      | 4214 |
| 73   | Jeff Bagwell      | 4213 |
| 74   | Willie Stargell   | 4190 |
| 75   | Rusty Staub       | 4185 |
| 76   | Steve Finley      | 4157 |
| 77   | Jake Beckley      | 4150 |
| 78   | Harmon Killebrew  | 4143 |
| 79   | Jim Rice          | 4129 |
| 80   | Zack Wheat        | 4100 |
| 81   | Torii Hunter      | 4087 |
| 82   | Al Oliver         | 4083 |
|      | Paul Konerko      | 4083 |
| 84   | Wade Boggs        | 4064 |
| 85   | Harry Heilmann    | 4053 |
| 86   | Andrés Galarraga  | 4038 |
| 87   | Bobby Abreu       | 4026 |
| 88   | Roberto Alomar    | 4018 |
| 89   | Aramis Ramírez    | 4004 |

## Próximo jogadores com números relevantes
Até o fim da temporada de 2016, estes jogadores estavam próximos ao número de 4000 bases totais:
- Ichiro Suzuki (3920)
- Jimmy Rollins (3889)